# Microsoft Windows
Microsoft Windows este numele unei serii de sisteme de operare create de compania Microsoft. Microsoft a introdus Windows pe piață pentru prima dată în noiembrie 1985, ca un supliment la MS-DOS, deoarece interfețele grafice erau din ce în ce mai apreciate. Microsoft Windows a ajuns cu timpul să predomine pe piața de calculatoare mici, întrecând Mac OS, care fusese introdus pe piață mai înainte de către compania Apple Computers, astăzi numită Apple Inc.. La conferința IDC Directions din 2004, vicepreședintele IDC  a constatat că Windows deține aproximativ 90 % din piața de sisteme de operare.
Versiunea cea mai nouă de Windows pentru stații de lucru existentă pe piață este Windows 11.
Versiunea curentă de Windows Server este "Windows Server 2019", urmașul lui "Windows Server 2016".
A nu se confunda cu Window (scris fără „s” la sfârșit), care este un sistem grafic de ferestre pentru sistemele de operare Unix.

## Istoricul versiunilor

### Versiunile de operare pe 16 biți
Versiunile Windows 16 biți includ: Windows 1.0 (1985), Windows 2.0 (1987), Windows Server.
Versiunile vechi de Windows erau deseori considerate doar o îmbunătățire sau variantă grafică a sistemului de operare MS-DOS. Spre deosebire de MS-DOS, Windows permite utilizatorilor să execute simultan aplicații complexe, prin utilizarea așa-numitului „multitasking cooperativ”. Un factor nou este utilizarea unei interfețe grafice cu utilizatorul de tip GUI. În Windows a mai fost implementată o schemă de memorie virtuală, care permite să se ruleze aplicații mai mari decât memoria de lucru fizică: atunci când memoria fizică devine insuficientă, segmentele de cod și resursele necritice se mută temporar pe un disc dur. La momentul necesar ele se reîncarcă în memoria fizică.
Versiunile pe 16 biți ale Windows cuprind Windows 1.0, Windows 2.x și ruda sa apropiată, Windows/286.

### Versiunile de оperare hibride pe 16/32 biți
Windows/386 a introdus un kernel (miez) scris pe 32 de biți și un monitor al mașinii virtuale. Pentru durata sesiunii Window, a creat una sau mai multe medii virtuale de tip Intel 8086 și a asigurat virtualizarea pentru placa grafică, tastatură, mouse, ceasul de control. Consecința văzută de utilizator a fost faptul că multitasking-ul putea fi realizat în ferestre separate, chiar dacă aplicațiile grafice MS-DOS aveau nevoie de modul full screen. 

## Popularitate
Sistemul de operare Windows a cucerit o foarte mare parte a pieții, fiind la ora actuală (2020) cel mai răspândit sistem de operare (SO) din lume. Se estimează că astăzi peste 91 % din calculatoarele de tip Personal Computer (PC-uri cu procesor de la compania Intel, sau compatibil cu Intel, ca de exemplu de la firma AMD) rulează Windows. Cu toate acestea, celelalte sisteme de operare precum Linux, MacOS, FreeBSD, NetBSD, Solaris, HP-UX etc. au recuperat în ultimii ani o parte a pieței, reducând astfel monopolul aproape total al companiei Microsoft, care în 1999 avea o cotă de piață de peste 95 %. Companii de succes ca de ex. Apple sau Canonical Ltd. sprijină desigur permanent orice tendință de migrare dinspre Windows spre platformele software ale lor.